# Now What? World Tour
Now What?! World Tour – światowa trasa koncertowa Deep Purple, trwająca od 2013 do 2015 r., obejmująca 161 koncertów.
W 2013 zespół dał po 1 koncercie w Zjednoczonych Emiratach Arabskich, Singapurze i Maroku, 6 w Oceanii i 40 w Europie (jeden koncert w Europie został odwołany).
W 2014 zespół dał 27 koncertów w Europie (ponownie odwołano jeden koncert w Europie), 3 w Japonii, 17 w Ameryce Północnej i 11 w Ameryce Południowej.
W 2015 zespół dał 7 koncertów w Meksyku, ponownie 17 w Ameryce Północnej i 28 w Europie.

## Program koncertów

### Luty - kwiecień 2013
1. „Fireball”
2. „Into the Fire”
3. „Hard Lovin' Man”
4. „Maybe I'm a Leo”
5. „Strange Kind of Woman”
6. „The Battle Rages On” lub „Knocking at Your Back Door”
7. „Contact Lost”
8. Guitar Solo
9. „Wasted Sunsets”
10. „The Well-Dressed Guitar”
11. „The Mule”/Drum Solo
12. „Lazy”
13. „No One Came”
14. „Keyboard Solo
15. „Perfect Strangers”
16. „Space Truckin'”
17. „Smoke on the Water”

Bisy:
1. „ Hush”
2. Bass Solo
3. „Black Night”

### Czerwiec - sierpień 2013
1. „Fireball” lub „Highway Star”
2. „Into the Fire”
3. „Hard Lovin' Man”
4. „Vincent Price”
5. „Strange Kind of Woman”
6. „Contact Lost”
7. Guitar Solo
8. „All the Time in the World” lub „Uncommon Man”
9. „The Well-Dressed Guitar”
10. „The Mule”/Drum Solo
11. „Bodyline” lub „Hell to Pay”
12. „Lazy”
13. „Bodyline” lub „Above and Beyond”
14. „No One Came”
15. Keyboard Solo
16. „Perfect Strangers”
17. „Space Truckin'”
18. „Smoke on the Water”

Bisy:
1. „Hush”
2. Bass Solo
3. „Black Night”

### Późniejsza część 2013
1. „Après Vous”
2. „Into the Fire”
3. „Hard Lovin' Man”
4. „Vincent Price”
5. „Strange Kind of Woman”
6. „Contact Lost”
7. Guitar Solo
8. „Uncommon Man”
9. „The Well-Dressed Guitar”
10. „The Mule”/Drum Solo
11. „Above the Beyond”
12. „Lazy”
13. „Hell to Pay”
14. Keyboard Solo
15. „Perfect Strangers”
16. „Space Truckin”
17. „Smoke on the Water”

Bisy:
1. „Hush”
2. Bass Solo
3. „Black Night”

### Początek 2014
1. „Aprés Vous”
2. „Into the Fire”
3. „Hard Lovin' Man”
4. „Strange Kind of Woman”
5. „Vincent Price”
6. „Contact Lost”
7. Guitar Solo
8. „Uncommon Man”
9. „The Well-Dressed Guitar”
10. „The Mule”
11. „Above and Beyond”
12. „Lazy”
13. „Hell to Pay”
14. Keyboard Solo
15. „Perfect Strangers”
16. „Space Truckin'”
17. „Smoke on the Water”

Bisy:
1. „Hush”
2. Bass Solo
3. „Black Night”

### Środek 2014
1. „Aprés Vous”
2. „Into the Fire”
3. „Hard Lovin' Man”
4. „Strange Kind of Woman”
5. „Vincent Price”
6. „Contact Lost”
7. Guitar Solo
8. „Uncommon Man”
9. „The Well-Dressed Guitar”
10. „The Mule”/Drum Solo
11. „Above and Beyond”
12. „Lazy”
13. „Hell to Pay”
14. Keyboard Solo
15. „Perfect Strangers”
16. „Space Truckin”
17. „Smoke on the Water”

Bisy:
1. „Hush”
2. Bass Solo
3. „Black Night”

Na dwóch koncertach zespół przed „Hush” zagrał „Woman from Tokyo”.

### 2015
Program koncertów w 2015 jest nieznany.

## Lista koncertów

### Koncerty w 2013

#### Zjednoczone Emiraty Arabskie
1. 21 lutego 2013 – Dubaj, Dubai International Festival Jazz

#### Oceania
1. 24 lutego 2013 – Auckland, Nowa Zelandia – Vector Arena
2. 26 lutego 2013 – Brisbane, Australia – Brisbane Entertainment Centre
3. 1 marca 2013 – Melbourne, Australia – Rod Laver Arena
4. 2 marca 2013 – Sydney, Australia – Sydney Entertainment Centre
5. 4 marca 2013 – Adelaide, Australia – Adelaide Entertainment Centre
6. 7 marca 2013 – Perth, Australia – Perth Arena

#### Singapur
1. 12 marca 2013 – koncert w Star Performing Arts Centre

#### Austria
1. 30 kwietnia 2013 – koncert w Ischgl

#### Maroko
1. 30 maja 2013 – Rabat, OLM Souissi

#### Europa
1. 2 czerwca 2013 – Kawarna, Bułgaria – Kaliakra Rock Fest
2. 3 czerwca 2013 – Płowdiw, Bułgaria – Hristo Botev Stadium
3. 5 czerwca 2013 – Tbilisi, Gruzja – Dinamo Arena  (festiwal Tbilisi Open Air)
4. 7 czerwca 2013 – Kluż-Napoka, Rumunia – Cluj Arena
5. 12 lipca 2013 – Reykjavík, Islandia – New Laugardshöll Arena  (odwołany)
6. 14 lipca 2013 – Bonn, Niemcy – Kunstrasen Gonau
7. 15 lipca 2013 – Zurych, Szwajcaria – Dolder Eisbahn
8. 17 lipca 2013 – Dolna Austria, Burg Clam
9. 19 lipca 2013 – Montreux, Szwajcaria – Montreux Jazz Festival
10. 21 lipca 2013 – Mediolan, Włochy – Ippodromo del Galoppo
11. 22 lipca 2013 – Rzym, Włochy – Ippodromo delle Capannelle  (festiwal Rock in Roma)
12. 24 lipca 2013 – Majano, Włochy - Festival di Majano
13. 25 lipca 2013 – Monte Carlo, Monako – Sporting Club
14. 27 lipca 2013 – Hoyos del Espino, Hiszpania – Músicos en la naturaleza
15. 30 lipca 2013 – Wrocław, Polska – Hala Stulecia
16. 1 sierpnia 2013 – Wacken, Niemcy – Wacken Open Air
17. 3 sierpnia 2013 – Székesfehérvár, Węgry – Fezen Festival
18. 4 sierpnia 2013 – Sławków, Czechy – Zamecky Park
19. 6 sierpnia 2013 – Lokeren, Belgia – Lokerse Festeen
20. 8 sierpnia 2013 – Aalborg, Dania – Skovdalen
21. 10 sierpnia 2013 – Gävle, Szwecja – Getaway Rock Festival
22. 13 sierpnia 2013 – Colmar, Francja – Foire aux Vins d’Alsace
23. 12 października 2013 – Manchester, Anglia – Apollo Theatre
24. 13 października 2013 – Glasgow, Szkocja – Clyde Auditorium
25. 15 października 2013 – Birmingham, Anglia – National Indoor Arena
26. 16 października 2013 – Londyn, Anglia – Roundhouse
27. 17 października 2013 – Londyn, Anglia – Roundhouse
28. 19 października 2013 – Zwolle, Holandia – IJseehallen
29. 20 października 2013 – Paryż, Francja – Le Zénith
30. 22 października 2013 – Drezno, Niemcy – Dresden Messehalle
31. 24 października 2013 – Erfurt, Niemcy – Erfurt Messehalle
32. 25 października 2013 – Ratyzbona, Niemcy – Donau Arena
33. 26 października 2013 – Berlin, Niemcy – Max-Schmelling-Halle
34. 29 października 2013 – Düsseldorf, Niemcy – Mitsubishi Electric Halle
35. 31 października 2013 – Stuttgart, Niemcy – Schleyerhalle
36. 1 listopada 2013 – Dortmund, Niemcy – Westfalenhalle
37. 2 listopada 2013 – Mannheim, Niemcy – SAP Arena
38. 6 listopada 2013 – Moskwa, Rosja – Olimpijskij
39. 8 listopada 2013 – Petersburg, Rosja – Pałac Lodowy
40. 10 listopada 2013 – Mińsk, Białoruś – Mińsk-Arena
41. 12 listopada 2013 – Kijów, Ukraina – Pałac Sportu

### Koncerty w 2014

#### Europa - część 1
1. 1 lutego 2014 – Oulu, Finlandia – Ouluhalli
2. 2 lutego 2014 – Helsinki, Finlandia – Helsinki Ice Hall
3. 4 lutego 2014 – Oslo, Norwegia – Oslo Spektrum
4. 5 lutego 2014 – Bergen, Norwegia – Grieghallen
5. 6 lutego 2014 – Stavanger, Norwegia – DNB Arena
6. 8 lutego 2014 – Sandviken, Szwecja – Gorannson Arena
7. 10 lutego 2014 – Linköping, Szwecja – Cloetta Center
8. 11 lutego 2014 – Kopenhaga, Dania - TAP1
9. 13 lutego 2014 – Poznań, Polska – Arena
10. 14 lutego 2014 – Pardubice, Czechy – ČEZ Arena
11. 15 lutego 2014 – Katowice, Polska – Spodek
12. 17 lutego 2014 – Budapeszt, Węgry – Papp László Budapest Sportaréna
13. 18 lutego 2014 – Belgrad, Serbia – Kombank Arena
14. 20 lutego 2014 – Bukareszt, Rumunia – Sala Polivalentă
15. 22 lutego 2014 – Tel Awiw, Izrael – Nokia Arena
16. 23 lutego 2014 – Tel Awiw, Izrael – Nokia Arena
17. 1 kwietnia 2014 – Esch-sur-Alzette, Luksemburg – Rockhal
18. 2 kwietnia 2014 – Antwerpia, Belgia – Lotto Arena
19. 4 kwietnia 2014 – Londyn, Anglia – Royal Albert Hall  (The Sunflower Jam)
20. 5 kwietnia 2014 – Kleine Scheidegg, Szwajcaria – Snowopenair

#### Japonia
1. 9 kwietnia 2014 – Nagoja, Aichi Arts Center
2. 10 kwietnia 2014 – Osaka, Orix Theater
3. 12 kwietnia 2014 – Tokio, Nippon Budōkan

#### Europa - część 2
1. 24 maja 2014 – Nikozja, Cypr – Near East University
2. 21 czerwca 2014 – Clisson, Francja - Hellfest
3. 12 lipca 2014 – Kufstein, Austria - Stadtwerkeplatz
4. 15 lipca 2014 – Zadar, Chorwacja – Jazine
5. 16 lipca 2014 – Lublana, Słowenia – Plac Kongresowy  (odwołany)
6. 18 lipca 2014 – Barolo, Włochy - Collisioni Festival
7. 20 lipca 2014 – Saint-Julien-en-Genevois, Francja - Guitare en Scéne
8. 21 lipca 2014 – Singen, Niemcy - Hohentwiel Festival

#### Ameryka Północna
1. 4 sierpnia 2014 – Scottsdale, Arizona, USA – Talking Stick Resort
2. 5 sierpnia 2014 – Ventura, Kalifornia, USA – Ventura County Fair
3. 6 sierpnia 2014 – Costa Mesa, Kalifornia, USA – Orange County Fair
4. 9 sierpnia 2014 – Roseburg, Oregon, USA – Douglas County Fair
5. 10 sierpnia 2014 – Snoqualmie, Waszyngton, USA – Snoqualmie Casino
6. 13 sierpnia 2014 – Saratoga, Kalifornia, USA – Mountain Winery
7. 14 sierpnia 2014 – Valley Center, Kalifornia, USA – Harrah’s Casino
8. 16 sierpnia 2014 – West Wendover, Nevada, USA – Peppermill Concert Hall
9. 20 sierpnia 2014 – Elgin, Illinois, USA – Festival Park
10. 21 sierpnia 2014 – Windsor, Kanada – Ceasars Casino
11. 22 sierpnia 2014 – Rama, Kanada – Rama Casino
12. 24 sierpnia 2014 – Morristown, New Jersey, USA – Mayo Performings Arts Center
13. 25 sierpnia 2014 – Englewood, New Jersey, USA – Bergen Performings Arts Center
14. 26 sierpnia 2014 – Westbury, Nowy Jork, USA – Theatre at Wesbury
15. 29 sierpnia 2014 – Biloxi, Missisipi, USA – Hard Rock Hotel & Casino
16. 30 sierpnia 2014 – Orlando, Floryda, USA – Hard Rock Live
17. 31 sierpnia 2014 – Hollywood, Floryda, USA – Seminole Hard Rock Live

#### Ameryka Południowa
1. 1 listopada 2014 – Monterrey, Meksyk – Auditorio Banamex
2. 4 listopada 2014 – Meksyk, Meksyk – Arena Ciudad de Mexico
3. 7 listopada 2014 – Brasília, Brazylia – Net Live
4. 9 listopada 2014 – Kurytyba, Brazylia – Master Hall
5. 11 listopada 2014 – São Paulo, Brazylia - Espaco das Americal
6. 12 listopada 2014 – São Paulo, Brazylia - Espaco das Americal
7. 14 listopada 2014 – Florianópolis, Brazylia - Square Music
8. 15 listopada 2014 – Porto Alegre, Brazylia – Auditorio Araujo Viana
9. 18 listopada 2014 – Buenos Aires, Argentyna – Luna Park Stadium
10. 21 listopada 2014 – Bogota, Kolumbia – Coliseo Cubierto el Campin
11. 23 listopada 2014 – Santiago, Chile – Espacio Broadway

### Koncerty w 2015

#### Meksyk
1. 27 maja 2015 – Puebla, Centro Expositor
2. 30 maja 2015 – Guadalajara, Auditorio Telmex
3. 31 maja 2015 – León, Polifroum Leon
4. 3 czerwca 2015 – Zacatecas, Plaza de Toro
5. 5 czerwca 2015 – Chihuahua, Expo Chihuahua
6. 7 czerwca 2015 – Ciudad Juárez, Estadio Carta Blanca

#### Ameryka Północna
1. 14 lipca 2015 – Lewiston, Nowy Jork, USA – Artpark Amphitheater
2. 18 lipca 2015 – Ottawa, Kanada - Bluesfest
3. 19 lipca 2015 – Quebec, Kanada - Festival d’été de Québec
4. 20 lipca 2015 – Toronto, Kanada – Molson Amphitheatre
5. 22 lipca 2015 – Englewood, New Jersey, USA – Bergen Performings Arts Center
6. 24 lipca 2015 – Lynn, Massachusetts, USA – Lynn Auditorium
7. 25 lipca 2015 – Port Chester, Nowy Jork, USA – Capitol Theatre
8. 26 lipca 2015 – Westbury, Nowy Jork, USA – Theatre at Wesbury
9. 29 lipca 2015 – Red Bank, New Jersey, USA – Count Basie Theatre
10. 30 lipca 2015 – Ledyard, Connecticut, USA – Foxwoods Casino
11. 2 sierpnia 2015 – Nashville, Tennessee, USA – Ryman Auditorium
12. 4 sierpnia 2015 – Sterling Heights, Michigan, USA – Freedom Hill Amphitheatre
13. 5 sierpnia 2015 – Columbus, Ohio, USA – Celeste Center
14. 7 sierpnia 2015 – Sioux City, Iowa, USA – Hard Rock Casino
15. 12 sierpnia 2015 – Costa Mesa, Kalifornia, USA – Orange County Fair
16. 14 sierpnia 2015 – Laughlin, Nevada, USA – Edgewater Casino
17. 15 sierpnia 2015 – Indio, Kalifornia, USA – Fantasy Springs Casino

#### Europa
1. 28 sierpnia 2015 – Arbon, Szwajcaria - Summer Days Festival
2. 29 sierpnia 2015 – Sigmaringen, Niemcy - Summer Nights
3. 30 sierpnia 2015 – Châlons-en-Champagne, Francja - Parc des Expositions
4. 25 października 2015 – Łódź, Polska – Atlas Arena
5. 27 października 2015 – Ostrawa, Czechy – CEZ Arena
6. 28 października 2015 – Pilzno, Czechy – CEZ Arena
7. 30 października 2015 – Padwa, Włochy – Kioene Arena
8. 31 października 2015 – Mediolan, Włochy – Mediolanum Forum
9. 2 listopada 2015 – Marsylia, Francja -  Le Dome
10. 3 listopada 2015 – Bordeaux, Francja – Patinoire de Meriadeck
11. 5 listopada 2015 – Florencja, Włochy – Nelson Mandela Forum
12. 6 listopada 2015 – Rzym, Włochy – PalaLottomatica
13. 11 listopada 2015 – Paryż, Francja - Le Zénith
14. 13 listopada 2015 – Oberhausen, Niemcy – Konig Pilsener Arena
15. 14 listopada 2015 – Magdeburg, Niemcy – GETEC Arena
16. 16 listopada 2015 – Rostock, Niemcy – Rostock Stadthalle
17. 17 listopada 2015 – Lipsk, Niemcy – Leipzig Arena
18. 18 listopada 2015 – Hanower, Niemcy – Swiss Life Hall
19. 20 listopada 2015 – Trewir, Niemcy – Trier Arena
20. 21 listopada 2015 – Norymberga, Niemcy – Nuremberg Arena
21. 23 listopada 2015 – Hamburg, Niemcy – O2 World
22. 24 listopada 2015 – Berlin, Niemcy - Max-Schmeling Halle
23. 26 listopada 2015 – Monachium, Niemcy – Olympiahalle
24. 27 listopada 2015 – Frankfurt, Niemcy – Festhalle
25. 28 listopada 2015 – Stuttgart, Niemcy – Hans-Martin-Schleyer Halle
26. 30 listopada 2015 – Lyon, Francja - Amfiteatr w Lyonie
27. 1 grudnia 2015 – Strasburg, Francja – Zenith Europe
28. 3 grudnia 2015 – Londyn, Anglia – O2 Arena